# Acrochaetium molinieri
Espèce
Synonymes
- Audouinella molinieri (Coppejans & Boudouresque) Garbary, 1979[2]
- Chromastrum molinieri (Coppejans & Boudouresque) Stegenga & Mulder, 1979[2]

Acrochaetium molinieri est une espèce d’algues rouges de la famille des Acrochaetiaceae.